# سیارک ۴۵۹۱
سیارک ۴۵۹۱ (به انگلیسی: 4591 Bryantsev، نامگذاری:1975VZ) چهار هزار و پانصد و نود و یکمین سیارک کشف شده‌است که در ۱ نوامبر ۱۹۷۵ کشف شد.
قدر مطلق سیارک برابر ۱۳٫۸۰ است.